# Борис Галчев
Борис Галчев е български футболист, полузащитник.

## Кратка биография
Роден е в Разлог, но израства в Добринище.
Юноша на Пирин Благоевград след това преминава в школата на Пирин Разлог, играе като дефанзивен халф и полузащитник. Дебютира за Пирин Разлог през 2004, където остава до 2007, играе за кратко в Банско, а през 2008 подписва с Пирин Благоевград. На 12 януари 2010 е привлечен в ЦСКА, където веднага става титуляр в дефанзивната двойка. На 13 юли 2012 е трансфериран в Динамо Букурещ Румъния, където играе един полусезон. През януари 2013 подписва с Ботев Пловдив като играе за канарчетата една година. През януари 2014 се завръща в ЦСКА, като е избран за капитан от лятото на 2015. Печели два пъти купа на България през 2010/11 и 2015/16, суперкупа на България през 2011 и първо място в Югозападна В група. Остава при армейците до края на 2016, когато напуска след конфликт с ръководството. От началото на 2017 играе в Септември София. На 25 юли 2020 се присъединява към Царско село като остава до 17 декември 2020. На 6 януари 2021 се присъединява към Миньор Перник. На 29 юни 2021 се присъединява към Банско.
Играе за аматьорския национален състав на България. През март 2011 попада в групата на националния ни отбор за мачовете с Швейцария и Кипър, но не влиза в игра. През февруари 2012 отново попада в групата за мача с Унгария и отново не влиза в игра. Дебют и единствен мач за отбора на България прави на 29 май 2012 при загубата от Турция с 2:0.
От 29 юни 2021 е назначен за играещ треньор на Банско в тандем с Ели Маркеш, а от 5 октомври 2021 е самостоятелно на поста играещ старши треньор.

## Отличия
- Купа на България – 2 пъти носител (2010/11) (2015/16) с ЦСКА (София)
- Шампион на Югозападна В група с ЦСКА (София) през 2015/16 г.